# Emile de Antonio
Emile de Antonio (* 1919 in Scranton, Pennsylvania; † 16. Dezember 1989 in Manhattan, New York) war ein US-amerikanischer Regisseur und Produzent von Dokumentarfilmen. De Antonio sah seine Filme als eine Art Geschichte des Kalten Krieges.

## Leben
Emile de Antonio wurde 1919 in Scranton, Pennsylvania geboren. Er besuchte zusammen mit John F. Kennedy die Harvard University und drehte später einen Film über Kennedys Ermordung, Rush to Judgment. Nach seinem Militärdienst während des Zweiten Weltkriegs hatte de Antonio Kontakte zur Kunstszene, besonders zu Popkünstlern wie Jasper Johns, Robert Rauschenberg und Andy Warhol, in dessen Film Drink er auftritt. De Antonio machte diese Kunstszene zum Thema seines Dokumentarfilms Painters Painting (1972).
1959 gründete de Antonio die Firma G-String Productions, um Robert Franks Beat Generation – Film Pull My Daisy zu verleihen. Zu dieser Zeit entdeckte er für sich das Filmemachen. In seinem ersten Film Point of Order, einem Kompilationsfilm, den er 1964 herstellte, geht es um Joseph McCarthy und die Anhörungen zur Armee, die McCarthy betrieb. De Antonio ging von 188 Stunden Material aus und schnitt einen Film, der 97 Minuten dauert.
De Antonio, der sich als Marxist verstand, drehte weiter Filme, die Kontroversen auslösten. Die meisten seiner Filme kritisierten verschiedene Aspekte der amerikanischen Kultur. In the Year of the Pig (1968) wurde zu einem der bekanntesten Filme gegen den Vietnamkrieg. Er drehte später den Dokumentarfilm Underground (1976) über ein typisches Produkt der politischen 1960er, den  Weather Underground. Er sah in deren Führung politische Idioten, war aber von ihrer Ausstrahlung beeindruckt. Aufgrund seiner politischen Überzeugungen und Aktivitäten legte das FBI eine Akte von über 10.000 Seiten über de Antonio an. Die Lektüre der freigegebenen Akte war der Anlass zu de Antonios letztem Film Mr. Hoover and I.
Bill Nichols’ grundlegende Studie zum Dokumentarfilm Representing Reality ist dem Andenken an de Antonio und Joris Ivens gewidmet.

## Filmografie (Auswahl)
- 1964: Point of Order
- 1967: Rush to Judgment
- 1968: America Is Hard to See
- 1968: In the Year of the Pig
- 1971: Milhouse: A White Comedy - über Richard Nixon
- 1972: Painters Painting
- 1975: McCarthy: Death of a Witch Hunter
- 1976: Underground
- 1982: In the King of Prussia
- 1989: Mr. Hoover and I